# Han Peekel
Han Peekel (Rotterdam, 6 oktober 1947 – Sanur (Bali), 14 december 2022) was een Nederlands televisieproducent, radio- en televisiepresentator, schrijver en spreker.

## Loopbaan
Peekel was van jongs af aan gefascineerd door televisie en theater. Op jonge leeftijd begon Peekel met het schrijven van liedjes. Voor interviews voor de schoolkrant van het Rotterdams Montessori Lyceum kwam hij in contact met diverse artiesten. Peekel begon zijn loopbaan begin jaren zestig als zanger van Nederlandse chansons. Ook was hij radiopresentator bij Radio Veronica, waar hij van september 1963 tot januari 1964 een programma over chansons presenteerde. In 1964 bracht hij een eerste EP uit, waarvan 1000 exemplaren verkocht werden. Peekel was tot 1970 actief als zanger en zong naast eigen liederen veel werk geschreven door Hans van Deventer. Via buurtgenoot Theo Stokkink kreeg hij een freelance baan bij de KRO en werkte mee aan radioprogramma's als Zonnebloem, Letter M en Vroege Vogels. Ook werkte hij voor de NCRV en de NOS. Tussen 1974 en 1979 was hij in vaste dienst bij de KRO en was de vaste presentator van Praatshow. Daarna ging hij weer freelance werken. Peekel was daarnaast ook muziekproducent bij Bovema.
Peekel werd in Nederland bekend door zijn werkzaamheden voor televisie; hij heeft meer dan vierduizend tv-programma's geproduceerd. Hij heeft voor alle omroepen met uitzondering van de VPRO programma's gemaakt. In 1977 ontving hij een Edison voor het tv-programma Wie in Nederland wil zingen, een kroniek van de Nederlandse kleinkunst.
Peekel werd landelijk bekend door de jarenlange presentatie van AVRO's Wordt Vervolgd, een tv-programma over strips en tekenfilms. Peekel zou het uiteindelijk zeventien jaar lang presenteren. In het eerste seizoen (1983-1984) had Peekel nog een baard en ging hij gekleed in een spencer met overhemd. Later zou hij gekleed gaan in zijn meer bekende tenue: een felgekleurde colbert met overhemd vergezeld van vlinderstrik. Nadat Peekel door de rechtbank in 1991 werd veroordeeld tot een taakstraf en een geldboete wegens belastingfraude, mocht hij van de AVRO Wordt Vervolgd niet meer presenteren. Zijn opvolger werd Judith de Bruijn, die het programma tot en met 1993 presenteerde. Daarna zette Peekel het programma voort op Kindernet, van 1994 tot 1997. In Duitsland werd het programma bijna vijf jaar uitgezonden onder de titel Comics, gepresenteerd door Metty Krings.
In 2008 en in januari 2020 maakte Peekel bekend dat Wordt Vervolgd terug ging komen op televisie. In de loop van 2020 zou het programma, deze keer gericht op volwassen kijkers, worden uitgezonden door Omroep MAX. Zover is het echter niet meer gekomen. Wel presenteerde hij nog afleveringen van TV Monument.
Naast zijn televisiewerk en vele andere werkzaamheden nam Peekel in 1997 voor het eerst ook weer liedjes op. De cd met de titel Hartverwarrend bevat vijftien nummers en werd uitgebracht door platenmaatschappij Red Bullet. In 2017 maakte hij de cd "Jij droeg mijn naam" als eerbetoon aan zijn in 2016 overleden echtgenote. In 2019 kwam zijn derde cd uit, met wederom autobiografische liederen onder de titel "De gelaatstrek van het gevoel".
Peekel schreef boeken over Theater Carré, Louis Davids, Lou Bandy en in 2006 een uitgebreide biografie over Wim Sonneveld. Hij is initiatiefnemer en medeproducent van NPO 1 Extra, een digitaal themakanaal van de Nederlandse Publieke Omroep en heeft meer dan 120 afleveringen gemaakt van het programma TV Monument, een eerbetoon aan de makers van televisieprogramma's, zoals Adèle Bloemendaal, Floortje Dessing, André van Duin, Joop van den Ende, Richard Groenendijk, Jeroen Krabbé, Ad van Liempt, Liesbeth List, Tineke Schouten, Ramses Shaffy, Jenny Arean en over televisieprogramma’s als Kopspijkers, Ook dat nog! en The Passion.

## Onderscheiding
Peekel kreeg op 18 december 2012 door de Hilversumse burgemeester Pieter Broertjes de versierselen behorende bij ridderschap in de Orde van Oranje-Nassau uitgereikt voor het redden van de originele opnamen van de eerste 35 jaar televisie en voor zijn activiteiten als een van de initiatiefnemers voor het Nederlands Instituut voor Beeld en Geluid.
Het dagblad De Telegraaf stelde dat de benoeming tegen de regels van het Kapittel voor de Civiele Orden was. Omdat Peekel begin jaren negentig werd veroordeeld wegens belastingontduiking, zou hij niet in aanmerking komen voor een koninklijke onderscheiding. Broertjes verdedigde het toekennen van de onderscheiding en het Kapittel voor de Civiele Orden bevestigde dat wel degelijk correct was gehandeld.

## Overlijden
Peekel overleed onverwachts tijdens zijn vakantie op het Indonesische eiland Bali aan hartfalen. Hij werd 75 jaar oud.

## Cameo's in strips
- Als collega van Jan Tromp in album 12 van Jan, Jans en de Kinderen.
- Als hoveling aan het hof van Maximiliaan van Oostenrijk in het Suske en Wiske-album De kleine postruiter.

- Gemeinsame Normdatei: 1173291482
- International Standard Name Identifier: 0000 0000 2160 2829
- Library of Congress Control Number: n80070713
- MusicBrainz: ab048f50-3497-4fea-95a5-6281cac478f0
- Nederlandse Thesaurus van Auteursnamen: 068339585
- Système universitaire de documentation: 185123929
- Virtual International Authority File: 57913248
- WorldCat: E39PBJyx9XBRtjPrmTv8mBXcfq